# Анна Мария Петрова-Гюзелева
Анна Мария Людмилова Петрова-Гюзелева е българска балерина, актриса, журналистка, хореографка, кино- и тв продуцентка.

## Биография
Анна Мария Петрова е родена на 4 август 1959 г. в град Лом , но от най-ранно детство живее и учи във Враца.
Завършва Държавното хореографско училище в София, Факултета по балетна педагогика и хореография при Българската държавна консерватория (задочно обучение), Театралния департамент в Нов български университет. Специализира актьорско майсторство в киностудия „Довженко“ в Киев, има специализация по хореография при Морис Бежар.
Съпруга на големия бас Никола Гюзелев от 1984 г.

## Творчество
На 8 години започва да играе балет, на 15 г. започва да се снима в киното, а на 18 дебютира в ролята на Неда в историческия сериал „Пътят към София“ на режисьора Николай Машченко.
Работи като балерина в операта, после в Музикалния театър. Междувременно участва в снимките на филмите „Семейство Карастоянови“ и „Вкус на бисер“. Снима се общо в над 50 игрални филма, сериала и копродукции в България, Италия, Германия, Франция и САЩ. Играe на няколко театрални сцени в България. Хореограф и преподавател по класически и джаз балет в Италия и България. От 1997 г. е кино- и телевизионна продуцентка в Италия и България . Играе със звезди на италианското кино като София Лорен, Джанкарло Джанини, с режисьорката Лина Вертмюлер и др. 
Тя е телевизионна журналистка и дългогодишна сътрудничка на БНТ и на италианските RАI, TВ La 7 и Mediaset. .
Освен на актьорско поприще се изявява и на поетичното. Пише стихове от 30-годишна. През 2000 г. печели европейския конкурс за поезия в град Лече, Южна Италия. Скоро след това излиза първата ѝ поетична антология на италиански език, а през 2002 г. бива издадена и на български език под заглавие „Молитва за живот“. През 2011 г. в Италия излиза втората ѝ стихосбирка „Цветя и бодли на Виа Егнатия“, която малко по-късно е последвана от българско издание.

## Политическа дейност
През 2011 г. се кандидатира за общински съветник в град София на местните избори от ПП „Другата България“. Това става повод Комисията за разкриване на досиетата да я провери и освети като агент на Държавна сигурност през периода 1984 – 1987 г. под псевдонима „Чакъров“,  което тя отрича.

## Престижни позиции[5]
- Член на Италианския национален орден на журналистите и на СБЖ.
- Член на журито на Италианската филмова академия – за наградите Давид на Донатело за киноизкуство
- Член на Българска академия на науките и изкуствата (БАНИ)
- Президент на Асоциация Артемидия, Италия
- Член е на дамския литературен кръжок „Евгения Марс“[2]
- Популяризира българските автори и изпълнители в литературата, поезията, музиката и изкуството.
- Основател и управител на продуцентската фирмa „Адриа филм Интернешънъл“ от 1993 г. до днес.
- Член на СБП в САЩ.

## Семейство
През 1984 г. актрисата се жени за по-възрастния от нея с 23 години оперен бас Никола Гюзелев. Още същата година заминават за Франция и Италия.  Установяват се в Парма, а по-късно в Рим, но почти всяка година се връща в България. През 1985 г. се ражда дъщеря им Адриана, която също взема участие в няколко филма заедно с майка си и посещава театрални курсове, но в крайна сметка завършва политически науки в Рим.

## Филмография
| Година    | Филми и Сериали | Серии | Копродукции                                     | Роля                                                        |
| --------- | --- | ----- | ----------------------------------------------- | ----------------------------------------------------------- |
| 2014      | Знакът на българина | 6     |                                                 | Джулия Корбета (професорката)                               |
| 2014      | Живи легенди |       |                                                 |                                                             |
| 2010      | „Безгранична младост“ - („Una sconfinata giovinezza“)                                                                                                |       | Италия                                          |                                                             |
| 2005      | „Небето може да почака“ - („Il cielo può attendere“)                                                                                                 |       | Италия                                          |                                                             |
| 2004      | „Мария - да“ - („Maria si“) |       | Италия                                          | Рашел                                                       |
| 2002      | „Обичам те, Еудженио“ - („Ti voglio bene Eugenio“)                                                                                                   |       | Италия                                          | Драма                                                       |
| 2001      | „Между два свята“ - („Tra due mondi“) |       | Италия / Франция                                |                                                             |
| 1999-2001 | „Турбо“ - („Turbo“) | 8     | Италия / ФРГ                                    | (в 7-а серия: „Delitto sul set“ (2001)                      |
| 2001      | „Рицарите на кръстоносния поход“ - („I cavalieri che fecero l'impresa“)                                                                              |       | Италия / Франция                                |                                                             |
| 2000      | „Забравените“ - („Sos Laribiancos – I dimenticati“)                                                                                                  |       | Италия                                          | донна Филиана                                               |
| 1999      | „Луди от любов“ - („Pazzo d'amore“) |       | Италия                                          | Лорена                                                      |
| 1999      | „Скрита сълза“ - („Una furtiva lacrima“) |       | Италия                                          | Ирис                                                        |
| 1998      | Омраза и любов - („Odi et amo“) |       | Италия                                          | Роза                                                        |
| 1998      | Лаура си отиде - („Laura non c'è“) 2 заглавие - Лаура я няма                                                                                         |       | Италия                                          | Франческа                                                   |
| 1998-2008 | Отдаденост - („Incantesimo“) | 588   | Италия                                          | (в 1 серия, 1998)                                           |
| 1997      | Хиена - („La iena“) |       | Италия                                          | Линда                                                       |
| 1995      | Октопод 7: Разследването на смъртта на комисар Катани („La piovra 7 - Indagine sulla morte del commissario Cattani“)                                 | 6     | Италия / Франция / Германия / Испания / Австрия | Марчела Родио, любовница на Дон Нуцо                        |
| 1995      | „Странната история на Олга О.“ - („La strana storia di Olga 'O'“)                                                                                    |       | Италия                                          |                                                             |
| 1994      | Престъпление от любов - („Delitto passionale“) |       | Италия                                          | Милена Радева                                               |
| 1991-1992 | „Златни години“ - („Gli anni d'oro“) | 13    | Италия                                          | Луиза                                                       |
| 1990      | Мечтата на Тео - („Il volo di Teo“) |       | Италия                                          | Енрика                                                      |
| 1990      | Изповедта на един циник - („Diceria dell'untore“) |       | Италия                                          | сестра Бенедета                                             |
| 1988      | Ловци в Мексиканската прерия: Бенито Хуарез - („Präriejäger in Mexiko: Benito Juarez“) Ловци в прериите на Мексико: Бенито Хаурез - 2 заглавие       |       | ГДР                                             | Хосефа Ортехо                                               |
| 1988      | Ловци в Мексиканската прерия: Лешоядовият клюн - („Präriejäger in Mexiko: Geierschnabel“) Ловци в прериите на Мексико: Лешоядовият клюн - 2 заглавие |       | ГДР                                             | Хосефа Ортехо                                               |
| 1988      | Неизчезващите | 5     |                                                 |                                                             |
| 1984      | Вкус на бисер |       |                                                 | (като Анамария Петрова) балерина                            |
| 1984      | Подарък в полунощ | 2     |                                                 | Ваня, гадже на Асен (в 1 серия: II; като Ана-Мария Петрова) |
| 1978      | Пътят към София („Путь к Софии“) (тв сериал) | 5     | България / СССР                                 | Неда Задгорска, годеницата на Леге                          |